# Союз МС-09
«Союз МС-09» — політ до міжнародної космічної станції із трьома космонавтами на борту для доставки та повернення назад учасників експедиції МКС-56/57. Запуск відбувся 6 червня 2018 року, повернення — 20 грудня 2018. Це був 136-й пілотований політ корабля «Союз», перший політ котрого відбувся в 1967 році.

## Екіпаж
- (Роскосмос) Сергій Прокопьєв (1-й космічний політ) — командир екіпажу;
- (НАСА) Серіна Ауньйон-Ченселлор (1) — бортінженер;
- (ЄКА) Олександр Герст (2) — бортінженер.

## Запуск та політ
Запуск здійснено 6 червня 2018 року об 11:12 (UTC) з космодрому Байконур.
Стикування із МКС відбулося через 2 доби, 8 червня 2018 року об 16:07 за київським часом. Космонавти Союзу МС-09 проведуть на орбіті 187 діб, проведуть низку наукових дослідів і робіт, в тому числі, пов'язаних з виходом у відкритий космос. На борту МКС їх зустріли космонавти американці Дрю Фьюстел і Ріккі Арнольд та росіянин Олег Артем'єв.
Спочатку було заплановано, що робота членів Союз-МС-09 у складі 57-мої експедиції завершиться 21 жовтня. Проте через аварію 11 жовтня корабля Союз МС-10 під час злету, троє членів його екіпажу екстренно повернулися на землю. Тому роботу екіпажу Союз МС-09 було продовжено до 20 грудня 2018 року.
20 грудня 2018 корабель в 00:40 (UTC) відстикувався від МКС та о 05:02 UTC відбулося його успішне приземлення в казахстанському степу.

### Аварія
На Міжнародній космічній станції 30 серпня було зафіксовано витік повітря. Падіння тиску було незначним. Пізніше встановлено, що витік відбувається на кораблі “Союз МС-09”, німецький космонавт Олександр Герст виявив отвір. Російські космонавти залили отвір герметиком і закрили латками. Потім космонавти виходили у відкритий космос, щоб вивчити отвір зовні 

## Галерея

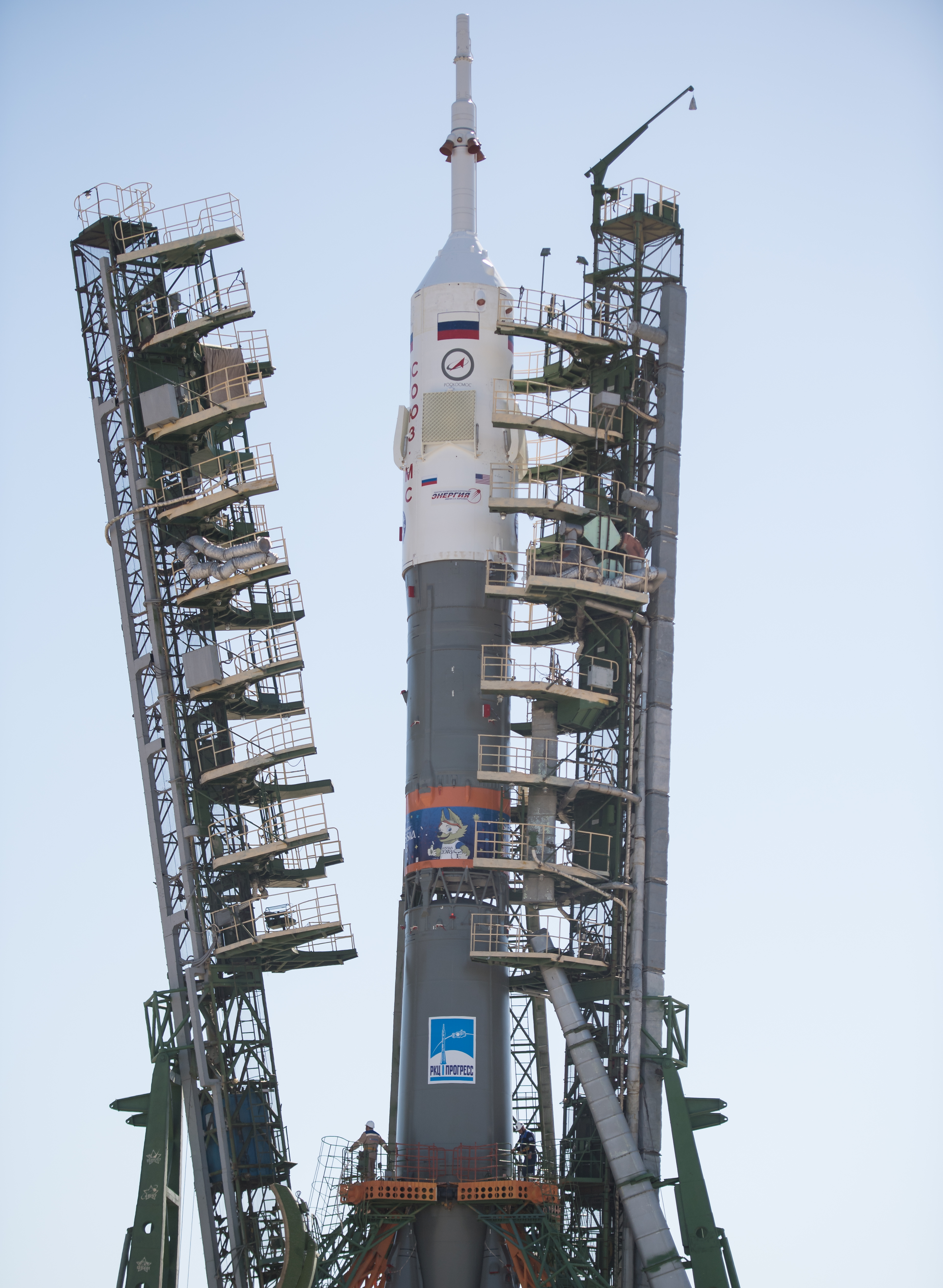
Ракета стартовому майданчику
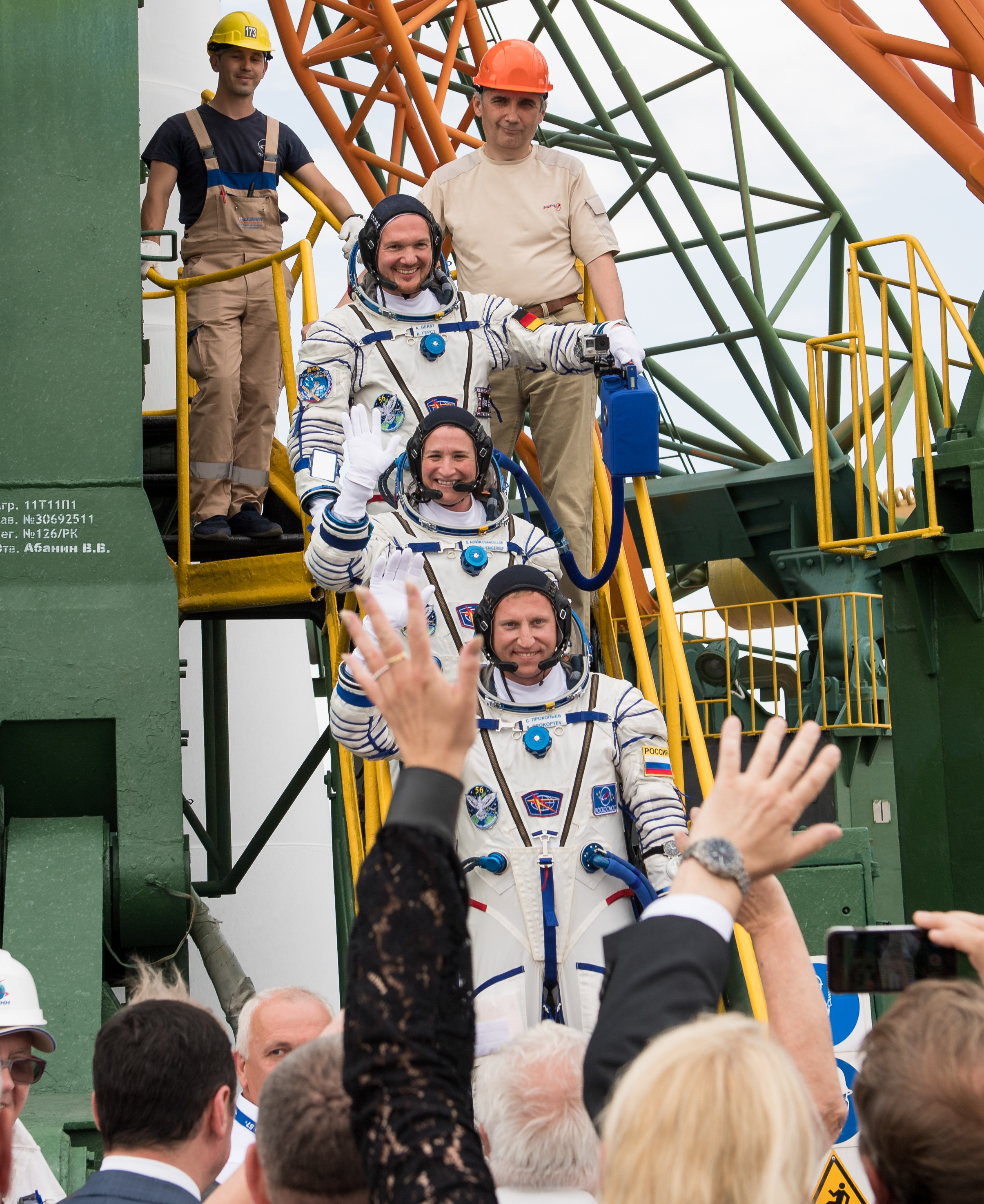
Екіпаж перед стартом
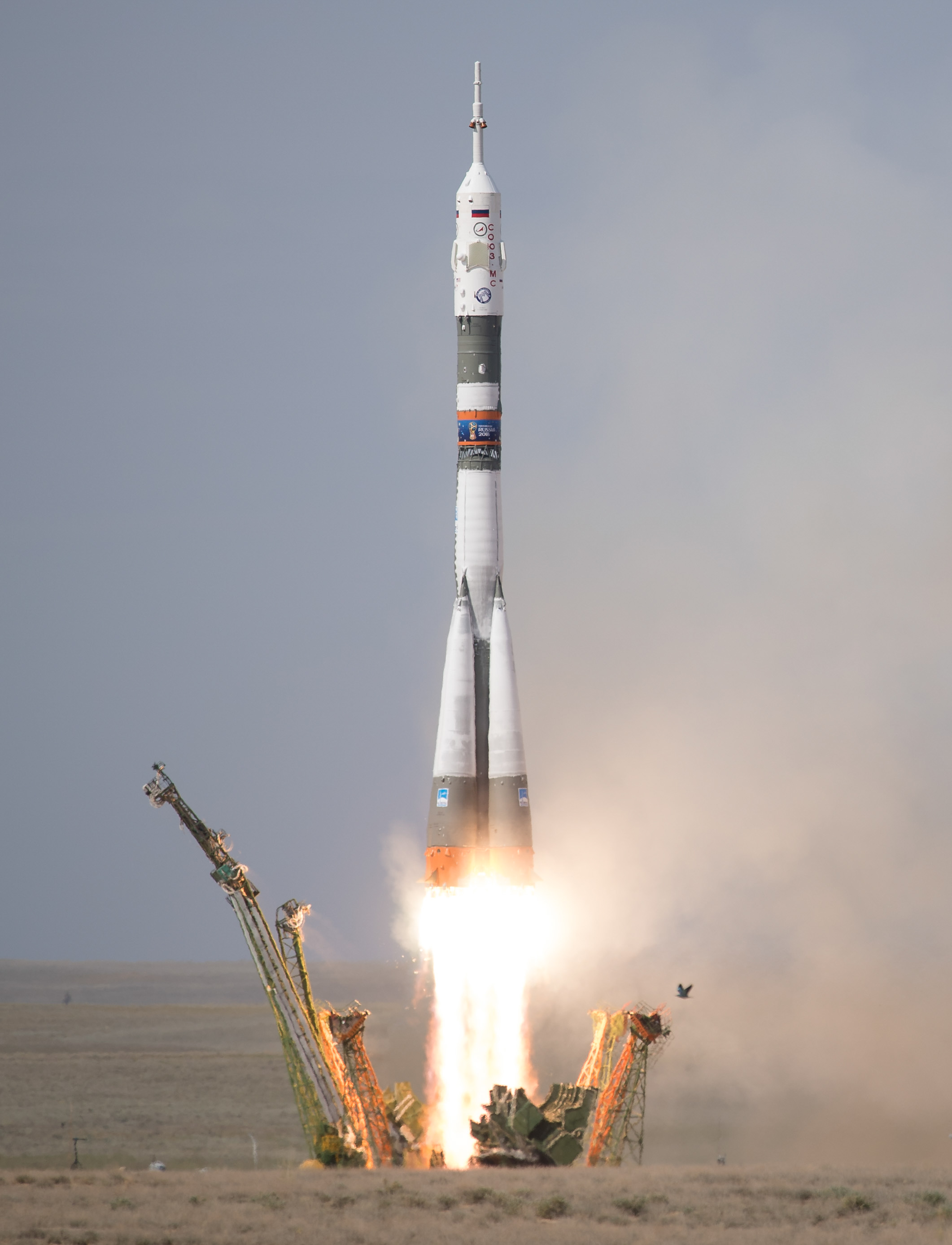
Запуск корабля